# Oropuna minutiana
Oropuna minutiana är en insektsart som först beskrevs av Caldwell 1944.  Oropuna minutiana ingår i släktet Oropuna och familjen Derbidae. Inga underarter finns listade i Catalogue of Life.